# Sukhoj Su-5
Sukhoj Su-5 (russisk: Сухой Су-5) eller I-107 var en prototype til et jagerfly udviklet af den sovjetiske flydesigner Pavel Sukhoj og dennes designbureau Sukhoj OKB i slutningen af 2. verdenskrig. Flyet blev drevet af en kombination af en traditionel stempelmotor og en motorjet. 
Flyets motor brød dog sammen under testflyvningerne og grundet problemer med at skaffe en erstatningsmotor, blev projektet forsinket. Prototypen havde endvidere problemer med at opnå de opstillede krav, hvorfor Sovjetunionen i 1946 skrinlagde projektet. 

## Udvikling
I januar 1944 påbegyndte designbureauet O.P. Sukhoj de indledende beregninger for et en-sædet jagerfly, der skulle drives af en traditionel stempelmotor i flyets næse og en jetmotor i flyets haleparti. Jetmotoren (en motorjet) skulle drives af stempelmotoren via en aksel. Som stempelmotor blev valgt den nyudviklede vandkølede V-12 Klimov VK-107, der blev anvendt i Jakolevs Jak-9. Sukhoj sendte det færdige design til myndighederne med henblik på en godkendelse af projektet. Ved beslutning den 22. maj 1944 pålagde myndighederne Pavel Sukhoj at "designe og bygge et enkeltsædet eksperimentalfly med VK-107A motoren udstyret med en ekstra motorjet designet og bygget af TsIAM…".
Nazi-Tyskland havde allerede i 1942 påbegyndt udviklingen af den turbojet-drevne Messerschmitt Me 262 og havde indsat flyet i aktiv tjeneste i april 1944. Sovjetunionen var derfor opsat på at udvikle hurtigere fly, der kunne imødegå truslen fra Me 262 og de øvrige jetfly, der var under udvikling i perioden. Sovjetunionen havde imidlertid ikke udviklet en produktionsklar turbojet-motor, hvorfor man koncentrerede kræfterne om at udvikle fly med motorer bestående af en kombination af en traditionel stempeldrevet motor og små raketter eller jetmotorer.
Sukhojs projekt hed oprindelig I-107 og blev udviklet parallelt med Mikojan-Gurevitj' konceptuelt lignende design I-250. I-107, senere omdøbt til Su-5, var et konventionelt monoplan bygget af metal. Motorjetten fra VRDK (russisk: Воздушно-Реактивный Двигатель Компрессорный) var monteret i halepartiet og var drevet af VK-107A-motoren ved hjælp af en aksel gennem skroget. Motorjetten kunne forøge flyets hastighed med mellem 90 og 110 km/t i tre minutter.
Udviklingen af Su-5 var plaget af vanskeligheder ved at få leveret en brugbar motor til flyet. Først den 6. april 1945 kunne flyet flyve sin jomfruflyvning. VK-107A motoren var dog ikke fuldt pålidelig, og flyet opnåede følgelig begrænset flyvetid under de udførte tests. Under tests opnåede flyet en hastighed på 793 km/t i 4.350 m højde under brug af motorjet. Testflyvningerne måtte imidlertid afbrydes den 15. juni 1945, da Klimov-motoren brød definitivt sammen. Der blev senere skaffet en ny motor, der blev anvendt indtil den 18. oktober 1945, hvor motoren var slidt op. Der kunne ikke skaffes flere VK-107A-motorer, idet myndighederne valgte at anvende de få VK-107A motorer til MiG's I-250, der blev produceret i et begrænset antal som MiG-13. Ved beslutningen i november 1946 skrinlagde Sovjetunionen en række udviklingsprojekter med fly, der blev anset for forældede eller fejlslagne, herunder Su-5. På dette tidspunkt var Sovjetunionen i gang med udvikling af andre jagerfly med turbojetmotorer. 

## Tilsvarende flytyper
- Mikojan-Gurevitj I-250